# Léonel Peralta
Léonel Peralta – panamski bokser, złoty medalista Igrzysk Ameryki Środkowej i Karaibów z roku 1950.

## Kariera
W marcu 1950 roku zdobył złoty medal na Igrzyskach Ameryki Środkowej i Karaibów w Gwatemali. W finale zmierzył się z Gwatemalczykiem Alfonso Castellanosem, którego pokonał na punkty.
W latach 1950–1953 był bokserem zawodowym. Łącznie stoczył siedemnaście walk, dwanaście wygrywając.